# Ліхтенштейн на літніх Олімпійських іграх 2024
Ліхтенштейн брав участь у літніх Олімпійських іграх 2024 в Парижі, які тривали з 26 липня по 11 серпня 2024 року. Ця Олімпіада стала дев'ятнадцятою літньою Олімпіадою, в якій брали участь спортсмени з Ліхтенштейну після дебюту на літніх Олімпійських іграх 1936 року, країна не брала участі в літніх Олімпійських іграх 1956 року, приєднавшись до їх бойкоту частиною країн, та літніх Олімпійських іграх 1980 року, приєднавшись до їх бойкоту.
До делегації Ліхтенштейну входив лише один спортсмен, Романо Пюнтенер, і делегація країни була однією з найменших на цих іграх. Пюнтенер кваліфікувався на ігри, отримавши універсальне місце від Міжнародного союзу велосипедистів, та був прапороносцем країни на церемонії відкриття ігор, а на церемонії закриття ігор прапор країни ніс волонтер. Романо Пюнтенер виступав у змаганнях з маунтінбайку серед чоловіків, та посів 28-ме місце. Таким чином, Ліхтенштейн ще досі не виграв жодної літньої олімпійської медалі.

## Передумови
Літні Олімпійські ігри 2024 року проходили в столиці Франції Парижі з 26 липня по 11 серпня 2024 року. Ці Ігри стали дев'ятнадцятою участю країни в літніх Олімпійських іграх з часу її дебюту на літніх Олімпійських іграх 1936 року, країна не брала участі в літніх Олімпійських іграх 1956 року, приєднавшись до їх бойкоту після угорської революції 1956 року, та літніх Олімпійських іграх 1980 року, приєднавшись до їх бойкоту через радянське вторгнення в Афганістан. Країна ніколи не вигравала медалей на літніх Олімпійських іграх, єдині виграні олімпійські медалі Ліхтенштейну були на зимових Олімпійських іграх.
Напередодні ігор Олімпійський комітет Ліхтенштейну створив програму працевлаштування у 2023 році для підтримки 6 спортсменів країни. Це забезпечувало спортсменів зарплатою та соціально-фінансовим забезпеченням, щоб вони могли зосередитися на підготовці до змагань. Спортсменами, які були обрані для участі в першій такій програмі завдяки підтримці їх спортивних команд, національних федерацій та відданість своїм видам спорту, були тенісистка Катінка фон Дайхманн, лижник Робін Фроммельт, гірськолижники Ніко Гауер і Марко Пфіффнер, велосипедист у маунтінбайку Романо Пюнтенер і автогонщиця Фаб'єн Вольвенд.

### Делегація

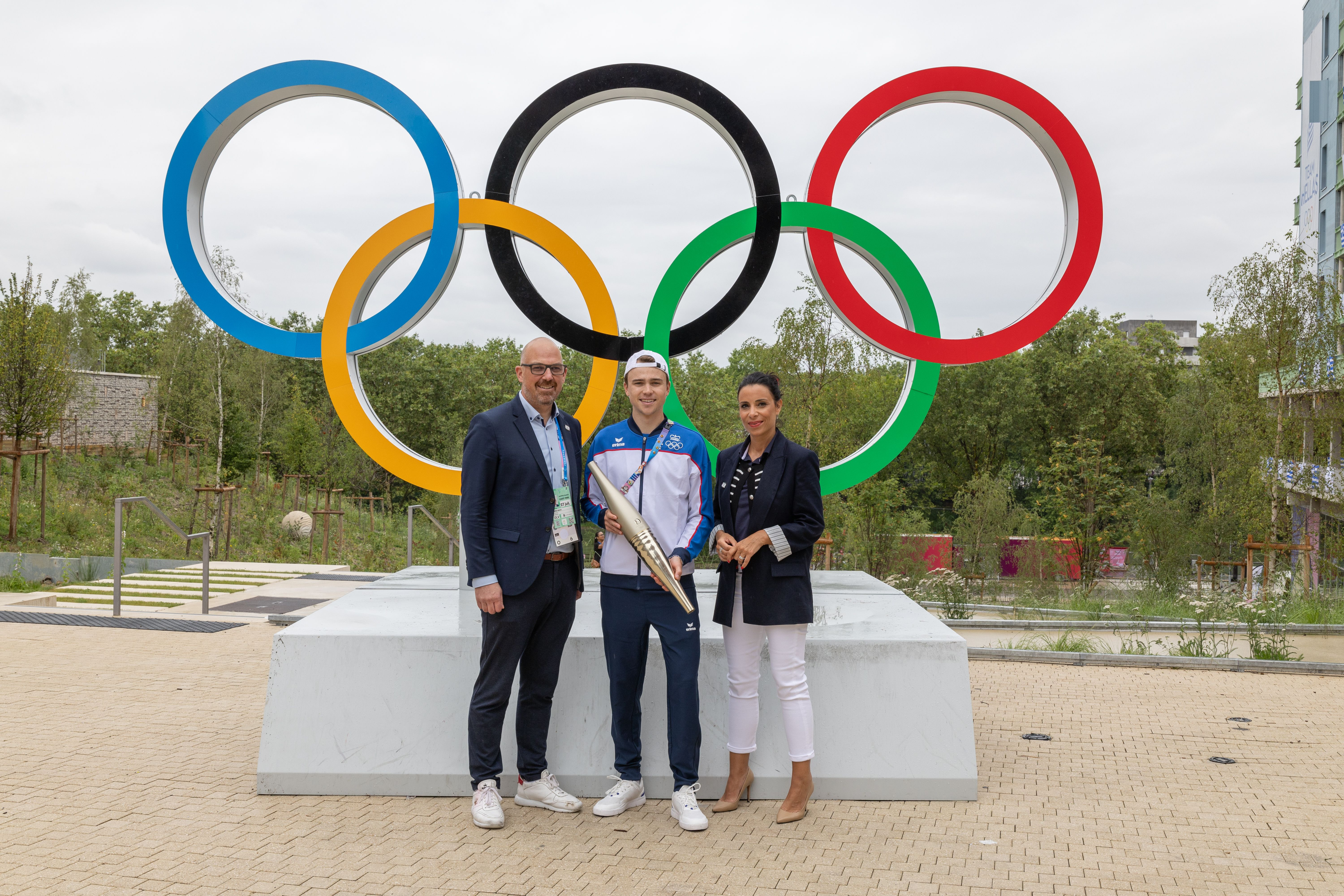
Прем'єр-міністр Даніель Ріш (ліворуч), Романо Пюнтенер (посередині) та урядовий радник Домінік Гаслер (праворуч) в Олімпійському селищі

Делегація Ліхтенштейну складалася з 3 осіб. Вони вирушили до Парижа 23 липня. Офіційно присутнім на іграх був голова дипломатичної місії Матіас Брікер. Єдиним спортсменом з країни, який отримав кваліфікацію на ігри, став велосипедист із подвійним швейцарсько-ліхтенштейнським громадянством Романо Пюнтенер, який брав участь у змаганнях з маунтінбайку серед чоловіків. Його тренував колишній швейцарський велогонщик та учасник Олімпійських ігор Ральф Неф, який виграв срібну та бронзову медаль на чемпіонаті світу з маунтінбайку. Країна також робила спроби заявити на ігри тенісистку Катінку фон Дайхманн як вайлд-кард, але не змогла цього зробити, оскільки Данка Ковинич з Чорногорії отримала місце від Міжнародної федерації тенісу. Делегація країни за кікістю спортсменів разом із делегаціями Науру, Белізу та Сомалі, була найменшою на цих Олімпійських іграх.

### Церемонії відкриття та закриття
Делегація Ліхтенштейну пройшла 107-ою з 205 національних олімпійських комітетів на параді націй літніх Олімпійських ігор 2024 року під час церемонії відкриття. Прапороносцем країни був Романо Пюнтенер. На церемонії закриття прапор країни ніс волонтер.

## Змагання

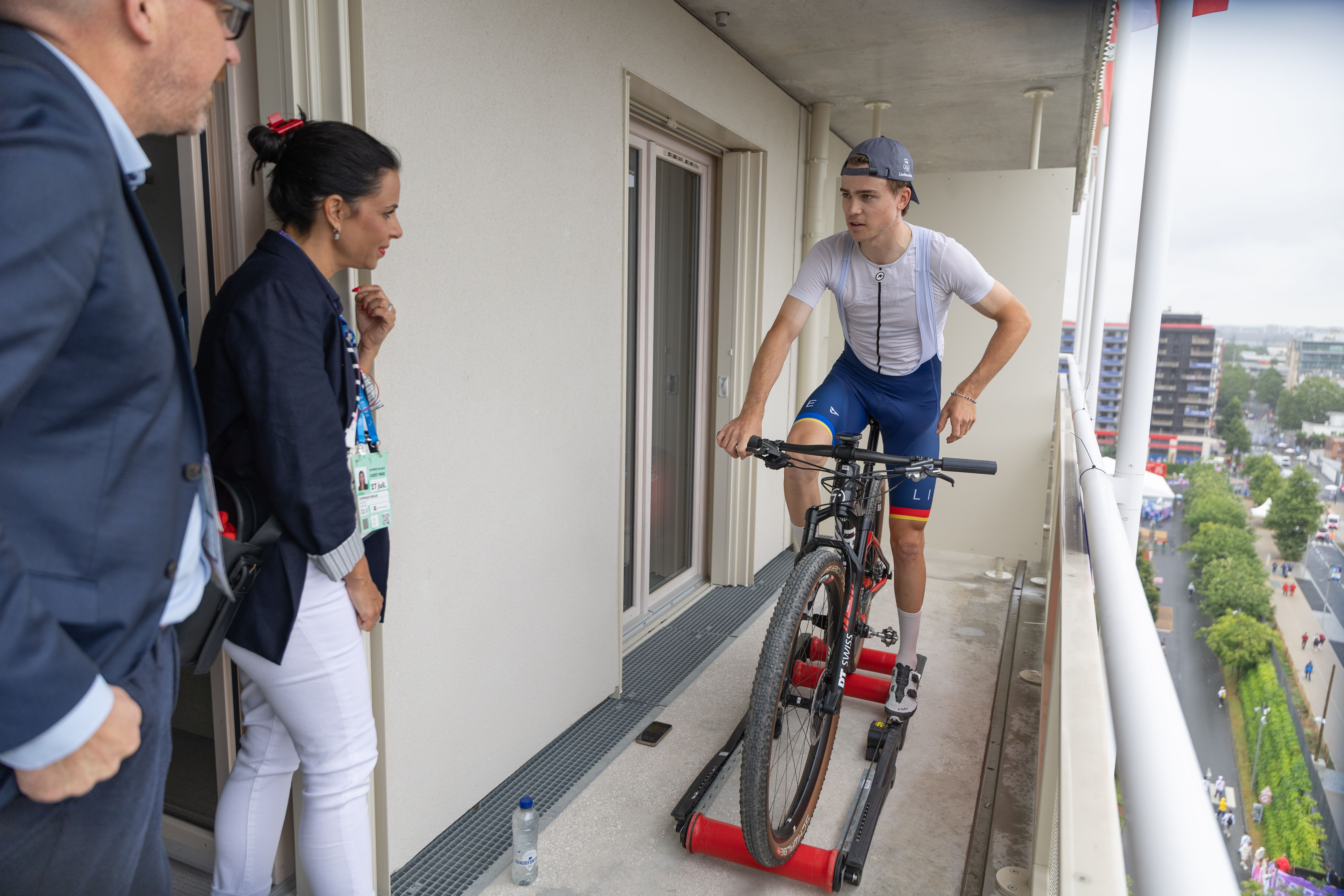
Пюнтенер (праворуч) тренується перед змаганнями

Вперше після літніх Олімпійських ігор 1992 року в Барселоні Ліхтенштейн брав участь у велоспорті. Країна отримала універсальне місце від Міжнародного союзу велосипедистів на чоловічі змагання з маунтенбайку, що дозволяє національному олімпійському комітету відправляти спортсменів, незважаючи на те, що вони не відповідають стандартним кваліфікаційним критеріям. Для виступу на змаганнях обрали Романо Пюнтенера, який брав участь у змаганнях з маунтінбайку серед чоловіків.
Змагання з кросу серед чоловіків на дистанції 4,4 кілометра із 8 колами відбулися 29 липня на Пагорбі Еланкур, і розпочалися о 14:10 29 липня 2024 року. Пюнтенер підтримував середню швидкість 22,337 кілометрів на годину, і фінішував із часом 1:34:33. Він посів 28 місце з 36 спортсменів, які брали участь у змаганнях. Переможцем змагань став Том Підкок із Великої Британії, який захистив титул чемпіона літніх Олімпійських ігор 2020 року в Токіо. Він переміг із часом 1:26:22.